# Metazygia vaurieorum
Metazygia vaurieorum är en spindelart som beskrevs av Levi 1995. Metazygia vaurieorum ingår i släktet Metazygia och familjen hjulspindlar.
Artens utbredningsområde är Guatemala. Inga underarter finns listade i Catalogue of Life.